# Lambaro Tunong
Lambaro Tunong is een bestuurslaag in het regentschap Aceh Besar van de provincie Atjeh, Indonesië. Lambaro Tunong telt 414 inwoners (volkstelling 2010).